# Abdiel Arroyo
Abdiel Arroyo Molinar (ur. 13 grudnia 1993 w Colón) – panamski piłkarz występujący na pozycji napastnika w klubie Club Always Ready oraz w reprezentacji Panamy. Wychowanek Árabe Unido. Znalazł się w kadrze m.in. na Copa América 2016 i Mundial 2018.